# Kazimierz Malinowski (muzeolog)

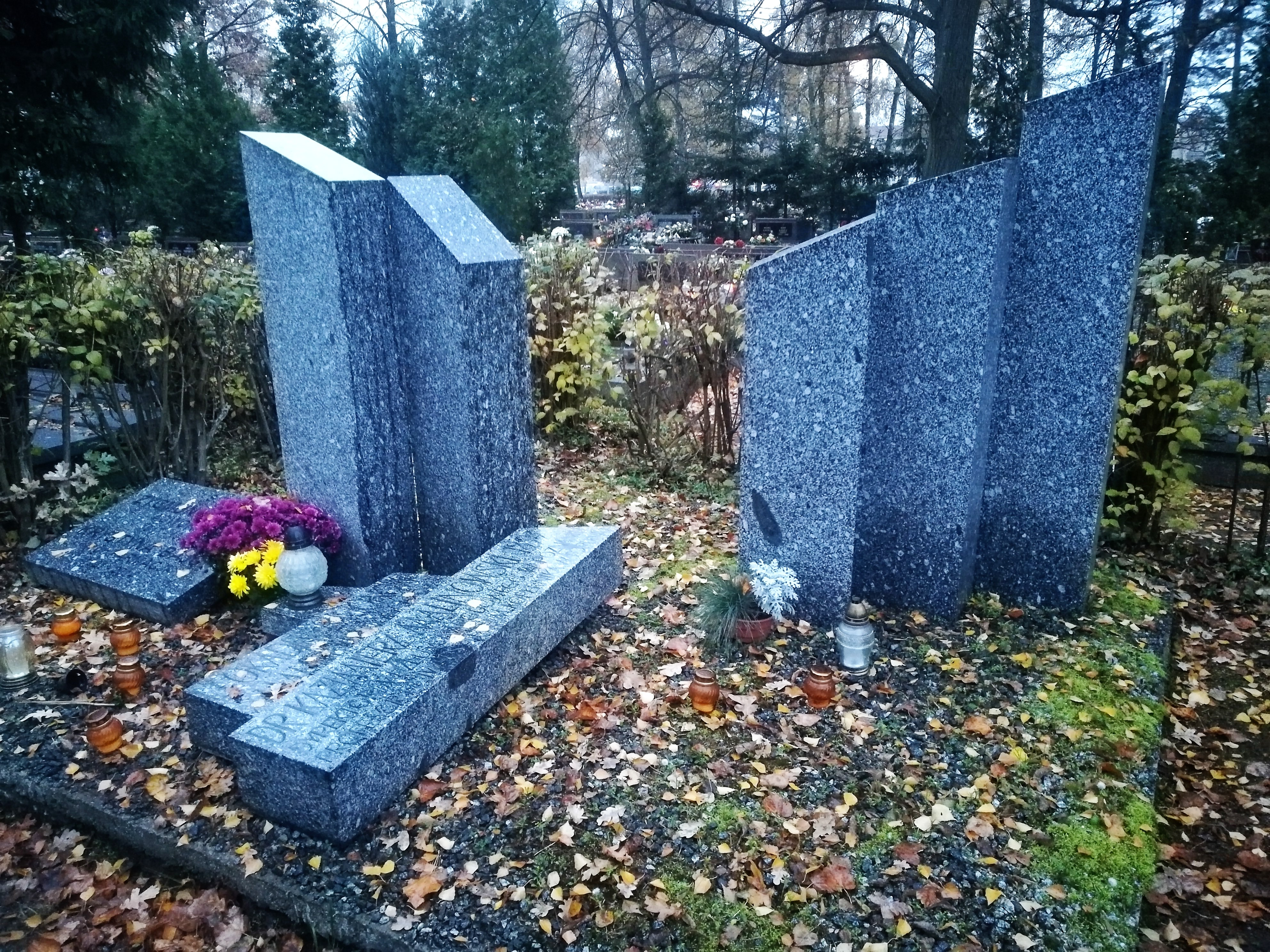
Grób na cmentarzu Junikowo

Kazimierz Malinowski (ur. 28 stycznia 1907 w Poznaniu, zm. 5 listopada 1977 tamże) – profesor nauk humanistycznych, muzeolog. W latach 1948–1956 i 1966–1977 dyrektor Muzeum Narodowego w Poznaniu.

## Życiorys
Urodził się w rodzinie kupca Mieczysława i Weroniki z Matelskich. W 1925 zdał maturę w Gimnazjum św. Marii Magdaleny w Poznaniu. Następnie studiował historię sztuki na Uniwersytecie Poznańskim i w 1933 otrzymał stopień doktora filozofii. W latach 1934–1935 odbył studia i praktykę muzeologiczną w Paryżu i Wiedniu. Po powrocie pracował w Muzeum Narodowym w Warszawie. Z powodu choroby przeprowadził się do Zakopanego, tam spędził II wojnę światową.
Po wojnie powrócił do Warszawy. W czerwcu 1945 został powołany na wicedyrektora oraz kustosza i kierownika działu oświatowego Muzeum Narodowego. W 1947 przeniósł się do Poznania i podjął pracę na stanowisku naczelnika Wydziału Kultury i Sztuki w Urzędzie Wojewódzkim. W roku akademickim 1947/48 był adiunktem w Zakładzie Historii Sztuki UP. W latach 1948–1956 pełnił funkcję dyrektora Muzeum Wielkopolskiego. W 1950 został powołany przez ministra kultury w celu upaństwowienia muzeów samorządowych i społecznych. W 1952 doprowadził do zmiany nazwy Muzeum Wielkopolskiego na Muzeum Narodowe w Poznaniu. W 1954 powołany na dyrektora Centralnego Zarządu Muzeów i Ochrony Zabytków. Był uczestnikiem polskiej delegacji w Hadze w 1954 podczas opracowywania konwencji haskiej. Opracowywał także ostateczny tekst ustawy o ochronie dóbr kultury i o muzeach (uchwalona w 1962). W 1961 rozpoczął współpracę z Uniwersytetem Mikołaja Kopernika w Toruniu, gdzie na Wydziale Sztuk Pięknych objął kierownictwo Katedry Zabytkoznawstwa i Konserwatorstwa. W 1971 został mianowany profesorem nadzwyczajnym. W latach 1962–1969 był dziekanem Wydziału Sztuk Pięknych. W ramach Zeszytów Naukowych UMK redagował serię wydawniczą „Zabytkoznawstwo i Konserwatorstwo”. W 1966 pracował ponownie na stanowisku dyrektora Muzeum Narodowego w Poznaniu. Stworzył specjalistyczne pismo - rocznik „Muzealnictwo”, rozbudował Muzeum Instrumentów Muzycznych, przeprowadził remont i adaptację pałacu w Śmiełowie na Muzeum im. Adama Mickiewicza, zamku w Gołuchowie.
Był mężem Leokadii (Lody) z Bajonów (1907–1991). Byli bezdzietni.
Zmarł 5 listopada 1977 w Poznaniu, pochowany 9 listopada 1977 na cmentarzu komunalnym Junikowo (pole 5 m. 1).

## Ordery i odznaczenia
- Krzyż Komandorski Orderu Odrodzenia Polski (1964)[4]
- Krzyż Oficerski Orderu Odrodzenia Polski (11 lipca 1955)[5]
- Krzyż Kawalerski Orderu Odrodzenia Polski (22 lipca 1952)[6]
- Złoty Krzyż Zasługi (29 października 1947)[7]
- Medal 30-lecia Polski Ludowej[4]
- Medal 10-lecia Polski Ludowej (28 lutego 1955)[8]
- Złota Odznaka „Za Opiekę nad Zabytkami”[4]
- Odznaka Honorowa Miasta Poznania[4]
- Krzyż Komandorski Orderu Korony Włoch (Włochy, 1946)[4]

## Nagrody
- Nagroda Państwowa II stopnia (zespołowa) za zasługi naukowe w dziedzinie muzealnictwa w minionym dziesięcioleciu (1955)[9]
- Nagroda Miasta Poznania i województwa poznańskiego w dziedzinie upowszechniania kultury (1971)